# Duncan Jones (jogador de rugby)
Duncan Jones (Neath, 18 de Setembro de 1978) é um jogador de râguebi do País de Gales.